# Arrow Through Me
«Arrow Through Me» es una canción compuesta por el músico británico Paul McCartney y publicada en el álbum de estudio de Wings Back to the Egg en 1979. La canción fue publicada como sencillo promocional del álbum en Estados Unidos.

## Publicación
«Arrow Through Me» fue la cara A del tercer sencillo estadounidense publicado como promoción del álbum Back to the Egg y alcanzó el puesto 29 en la lista estadounidense Back to the Egg. En el Reino Unido, «Arrow Through Me» fue usado como cara B de «Old Siam, Sir», primer sencillo sacado de Back to the Egg.  

## Versiones
La canción fue usada en los créditos de apertura de la película de 1980 Oh! Heavenly Dog, protagonizada por Chevy Chase, Jane Seymour y Benji. En 2010, el músico Erykah Badu usó samples de «Arrow Through Me» en la canción «Gone Baby, Don't Be Long» de su álbum New Amerykah Part Two: Return of the Ankh.